# 동복항
동복항은 제주특별자치도 제주시 구좌읍 동복리에 위치한 어항이다. 2004년 9월 23일 어촌정주어항으로 지정되었다. 관리청은 제주시, 시설관리자는 제주시장이다.

## 어항 연혁
동복항이 위치한 동복리는 구좌읍의 가장 서쪽에 위치하고 있어서 조천읍 북촌리와 인접한 부락이다. 이 부락은 원래 「골막」이라고 불리었는데 탐라기년(김석익저 김계연역)에 의하면 연대미상에 한 노인이 오막살이 한 채를 지어 살기로 속칭 「곤막」(邊幕)이라 불리었으나 그 발음이 변하여 「골막」이라고 부르게 되고 한자표기의 필요성에 의해서 거금(距今) '80여년전에 동쪽의 복받을 마을이란 뜻인 「동복리(東福里)」라고 했다.고려 충렬왕 26년(1300년)에 김녕에 현청과 방호소를 설치했는데 그 후 정덕 경오년(1510년)에 속칭「하망동산」에 봉화대를 설치했다. 이로 미루어 추측하면 이 부락에 인가가 생긴 것은 거금 500년이 될 것으로 본다.

## 어항 구역
- 수역: 51,062m2[1]

## 어항 시설
1996년 방파제 65m 축조를 시작으로 현재까지 방파제 157m, 선착장 139m가 축조되어 있다.